# Immanuel Kanthof

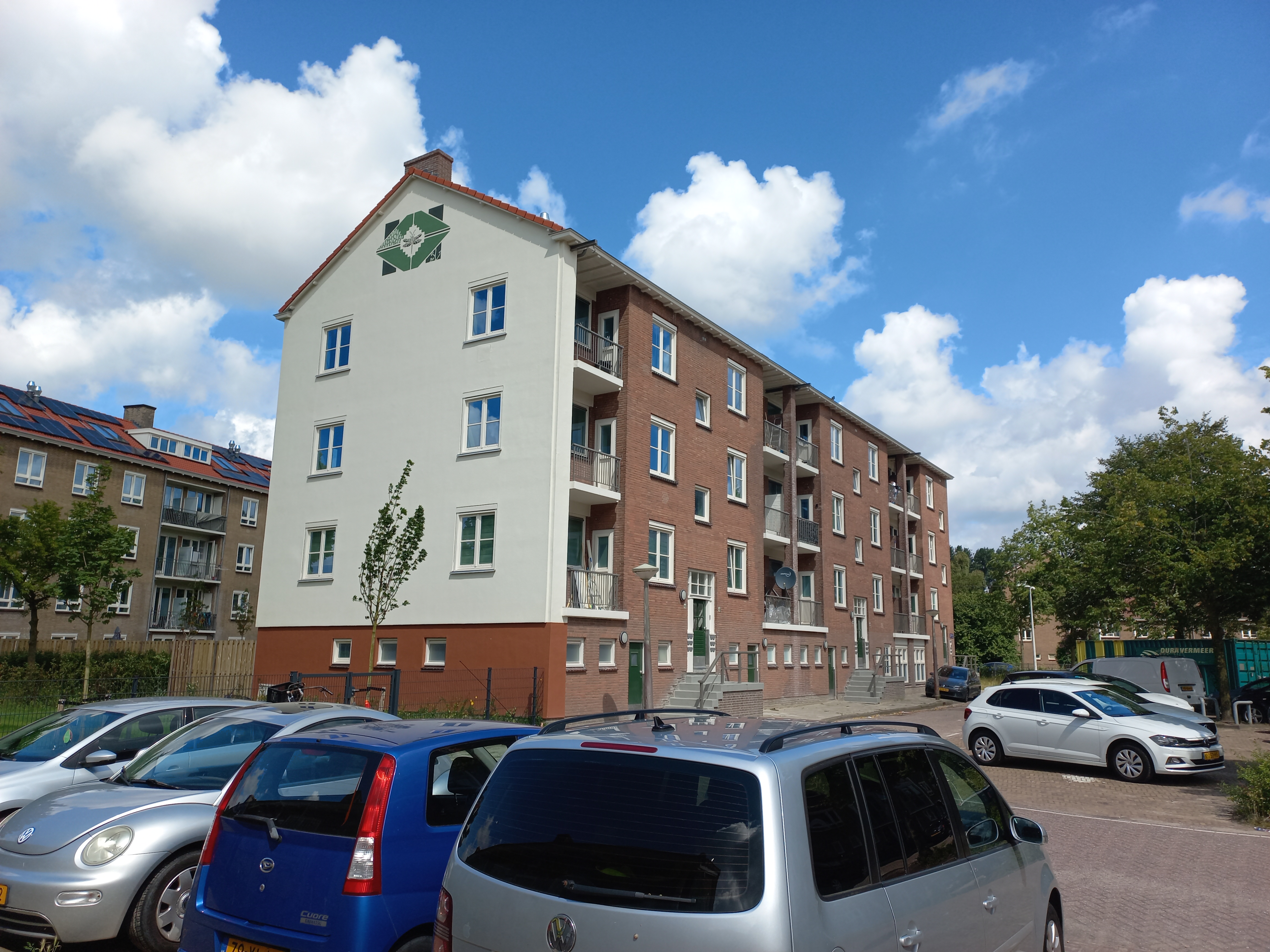
Immanuel Janthof 13-21 met hoog in de gevel muurschildering (juli 2024)

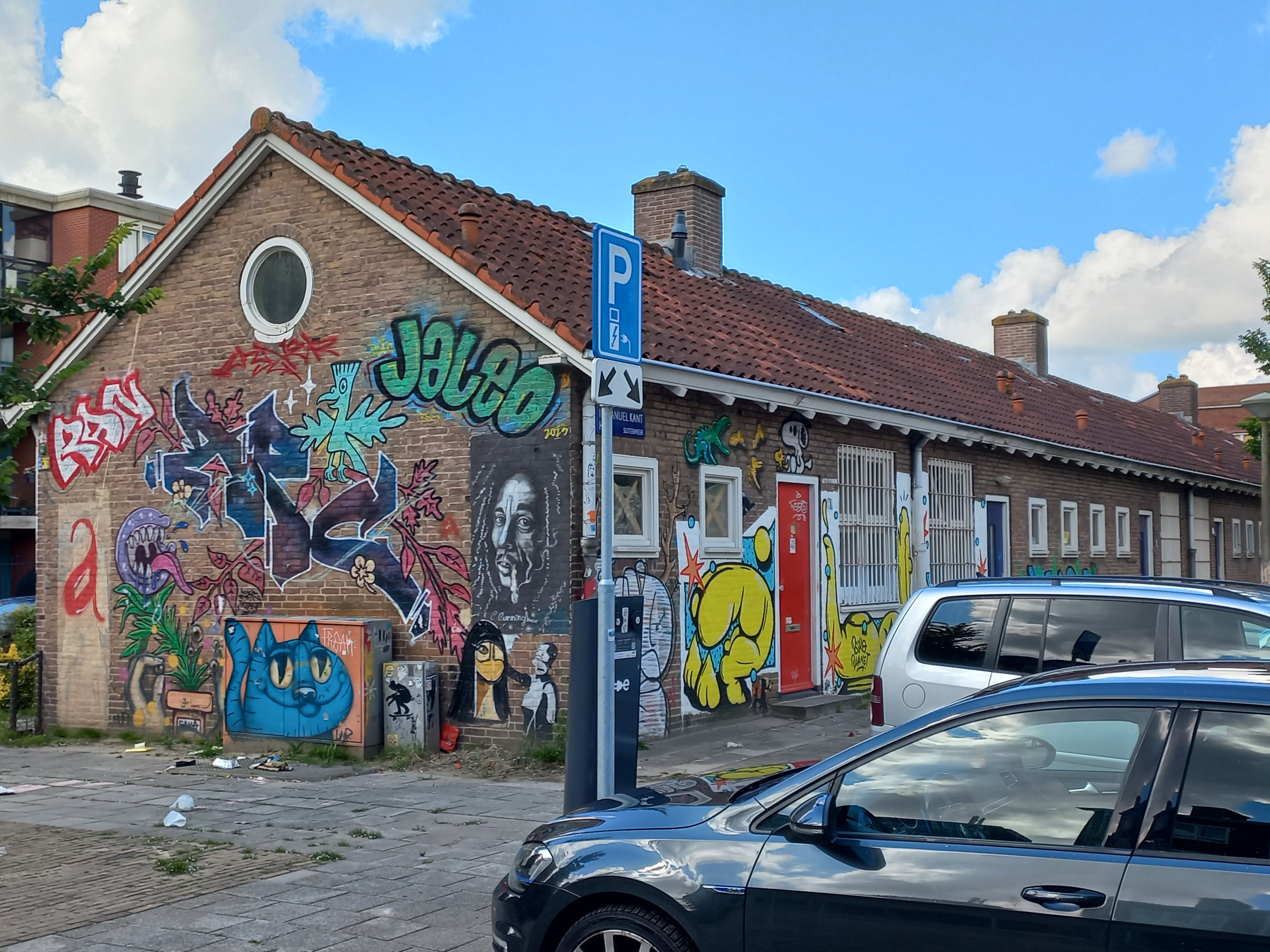
SAMA met Bob Marley en kat (juli 2024)

Immanuel Kanthof is een straat in Amsterdam Nieuw-West.

## Geschiedenis en ligging
Eeuwenlang lag hier agrarisch gebied, dat in de 19e eeuw bestuurd werd door Sloten. Het gebied was dun bevolkt met hier en daar ween boerderij of woonkern. De gemeente Sloten kwam onder druk te staan van de gemeente Amsterdam die nieuwe terreinen nodig had voor woningbouw. Dit leidde onder meer tot de annexatie door Amsterdam in 1921. Daarop kwam de ontwikkeling van de stedenbouw en huizenbouw binnen het Algemeen Uitbreidingsplan van Cornelis van Eesteren en Ko Mulder. De Tweede Wereldoorlog zorgde voor uitstel in de ontwikkeling daarvan maar op 17 maart 1954 werd naam gegeven aan hofjes ten zuiden van de grote verkeersader Burgemeester Röellstraat en wel tussen de Slotermeerlaan en de Burgemeester van Leeuwenlaan. De vijf hofjes in deze tuinstad werden vernoemd naar “grote denkers”: Immanuel Kanthof naar Immanuel Kant, Herderhof naar filosoof Johann Gottfried von Herder, Hegelhof naar Georg Hegel, Schopenhauerhof naar Arthur Schopenhauer en het David Humehof naar wijsgeer David Hume. De onderlinge verbinding werd verzorgd door het Descartespad vernoemd naar René Descartes. Er werd snel en eenvormig gebouwd en ingericht. De hofjes werden in de loop der jaren autoluw gemaakt; er is geen directe verbinding voor snelverkeer met de Burgemeester Röellstraat; voor voetgangers en fietsers is er wel een opening. Gezien de smalle ruimten is groot openbaar vervoer hier niet mogelijk. Groen werd in de loop der jaren opgeofferd aan parkeerplaatsen.

## Gebouwen
De blokjes die recht op de Burgemeester Róellstraat staan worden afgewisseld door diagonaal staande blokjes met portiekwoningen; de zuidzijden van de hofjes worden afgesloten door apart staan de blokjes laagbouw. De eerste categorie is ontworpen door architect Jan Brouwer, de scheve blokjes door Jaap Bot. De woningen raakten na verloop van tijd uit de mode; bij oplevering waren ze een relatieve luxe, maar modernisering was binnen de bestaande mogelijkheden moeilijk. Bovendien veranderde de bevolkingssamenstelling en waren er andere (gebruik), mogelijkheden (technisch vlak) en nieuwere eisen (voorschriften). Bij renovatie moest steeds gekeken worden of renovatie nog wel lonend was ten opzichte van sloop. Zo ook bij de renovatie in de jaren twintig van de 21e eeuw. De blokken kennen drie woonetages boven bergingen; de laagbouw heeft maar één bouwlaag.

## Kunst
Voor kunst in de openbare ruimte is er op maaiveldniveau geen plaats. Echter, bij een van de renovaties kreeg het blokje 13 tot en met 21 een hoofdletter W op de noordelijke kopse gevel. Het maakte deel uit van het (latere) kunstproject WEST van Floor Rieder. Op drie andere flats verschenen de letters E, S, en T. Bij de renovatie in de jaren twintig werd ook de zuidelijke kopse gevel voorzien van een schildering. Bovendien kregen ze artistieke huisnummering in de kleuren gelig en groen uit vroeger tijden.
Afwijkende kunst is te vinden op de blinde muur van huisnummer 1. Hier is of was gevestigd het "Street Art Museum Amsterdam" (SAMA), dat van daaruit meest muurschilderingen in de buurt beschermde en/of nieuwe laat zetten.